# 14576 Jefholley
14576 Jefholley eller 1998 QO92 är en asteroid i huvudbältet som upptäcktes den 28 augusti 1998 av LINEAR i Socorro County, New Mexico. Den är uppkallad efter Jeffrey Holley.
Asteroiden har en diameter på ungefär 3 kilometer.